# Liberália
A Liberália foi um festival da Roma Antiga, realizado no dia 17 de março do calendário da época. O festival celebrava o Deus Liber e marcava a passagem de um jovem romano para a vida adulta. O deus era considerado a divindade da fertilidade dos campos e da fecundidade dos animais, e seu símbolo é o falo. Diferente de outros festivais da época, o sacrifício oferecido na Liberália não era animal, mas sim a toga praetexta, a bulla e bolos de mel que eram feitos e oferecidos ao deus. O nome do festival possui interpretações controversas, onde alguns estudiosos afirmam que sua origem deriva da toga libera, enquanto outros cogitam que, na verdade, se origine do deus Liber.

## O que era um Festival Romano?
Os festivais na Roma Antiga tinham uma grande importância à expansão e continuidade da cultura do Império. Através dos festivais uma vasta rede de relações sociais e sentimento de proteção divina eram dissipados entre a população de Roma, que abraçava a tradição. 

## A origem do nome Liberália
O nome Liberália é derivado do nome do deus Liber, que é considerado a versão romana de Dionísio. No entanto, as fontes não são conclusivas sobre isso. Existe a teoria de que o festival possa ter tomado este nome por conta da toga libera, vestimenta que os jovens romanos deveriam usar no dia do festival. 
O festival Liberália gera bastante discussão entre os estudiosos, uma vez que alguns afirmam ser Liber o nome latino de Dionísio. O pesquisador Jean Toutain ressaltou que o festival não tem nada em comum com as festas dionisíacas, o que traz dúvidas em relação ao festival ter sido de fato dedicado ao deus grego.

### Liber
Liber é uma antiga divindade itálica, representada por um falo, que simbolizava a fertilidade e cuja tarefa era proteger as plantações. Era considerado uma divindade agrária, cujo nome aparece nas inscrições arcaicas de Latium. Alguns estudiosos o incluem entre os Dei Consentes (Deuses Harmoniosos), grupo dos principais deuses e deusas romanos.
Em Roma, Liber era venerado como um dos integrantes da Tríade Plebeia (Ceres, Liber e Libera), cuja composição acredita-se ter se dado por razões ideológicas, servindo como um contrapeso para a tríade patrícia capitolina. A divindade principal deste grupo foi sempre Ceres, que indiretamente contribuiu para a marginalização do culto de Liber em Roma.
O principal fator que levava Liber a ser assimilado com Dionísio era sua ligação com o vinho. Liber era a divindade responsável por uma etapa da produção, a fase de pressionar as uvas, cujo produto resultante ainda não era o vinho, outras etapas eram necessárias até o produto final. Além disso, era Jove, outra divindade romana, considerado patrono do vinho italiano, fato que reitera as divergências em relação à conexão de Liber com Dionísio. No entanto, ao final do terceiro e início do século II a.C., alguns autores latinos foram adaptando textos literários gregos para a realidades romana, e eles acabaram por negar a ligação de Dionísio com Jove, uma vez que Liber era a única divindade nativa cujas competências condiziam com as do deus grego. 
Fontes literárias falam de Liber e da Liberália, mas o templo da tríade plebeia estava no monte Aventino, em Roma, e rituais realizados lá não tinham relação com o festival de março. Os poucos fragmentos existentes de calendários epigráficos confirmam que Liber era venerado juntamente com Ceres no dia 19 de abril, no Cerialia; portanto, há controvérsias em relação à presunção de que ele fora homenageado também em 17 de Março. 

## Como acontecia a Liberália
Durante a primeira fase do ritual, o efebo tinha sua genitália inspecionada, seu cabelo cortado e sua barba feita, os resquícios eram guardados em um compartimento para, assim como a toga praetexta e a bulla, serem ofertados pelo jovem aos deuses Lares de sua casa.
“Não é de se estranhar que, na própria execução do ritual do tirocinium fori, havia a inspeção dos órgãos genitais dos rapazes.”
A seguir, ele vestia a toga virilis, que o assinalava como homem e cidadão ativo.
“Após este ato, os adulescentis eram conduzidos publicamente por seus pais ou
 tutores ao forum romanum, trajando pela primeira vez a toga virilis” 

### Bulla

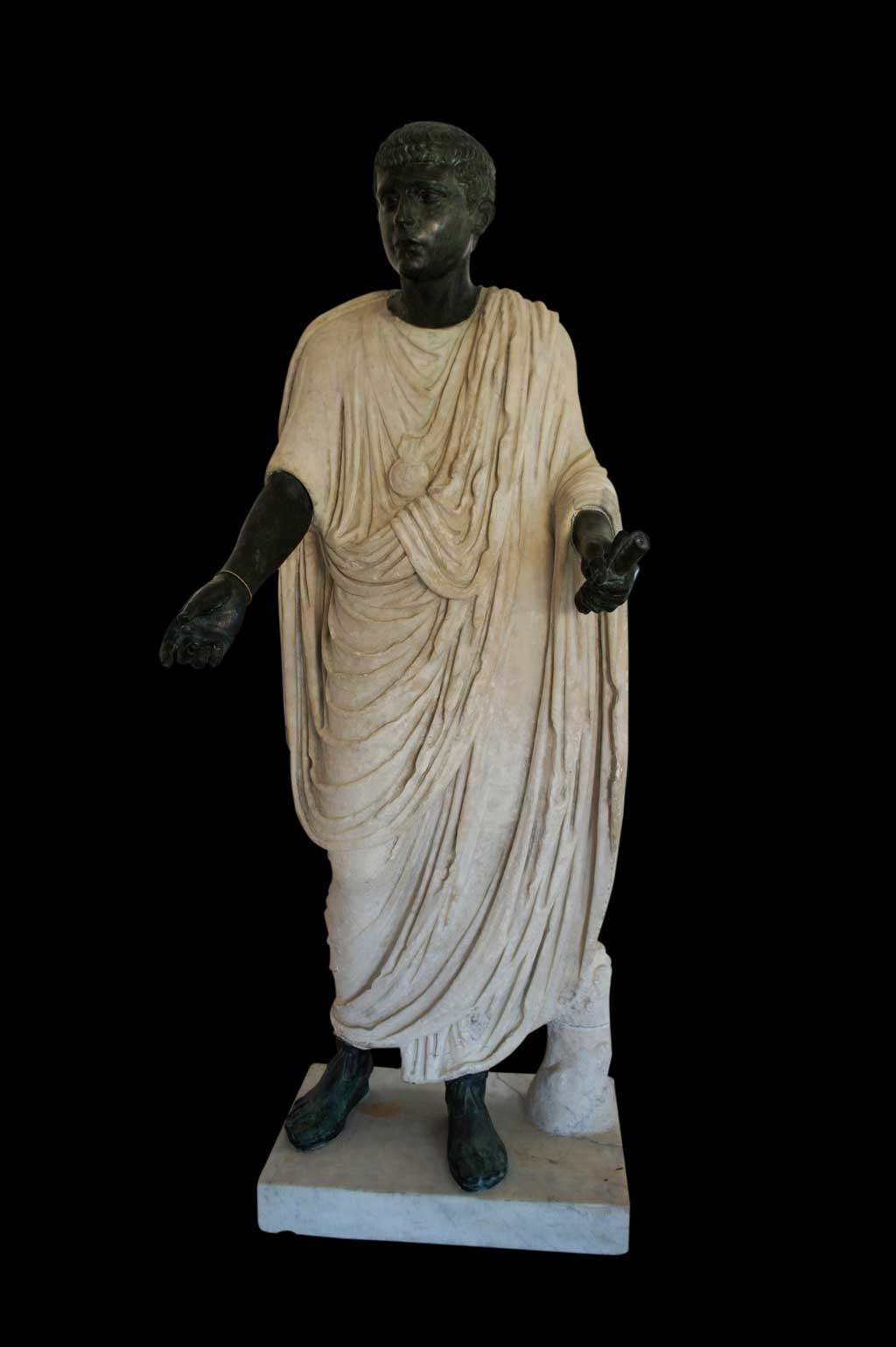
Representação de um jovem romano vestindo uma toga praetexta e uma bulla em torno de seu pescoço

A bulla era um amuleto que os garotos romanos usavam durante a infância, servia como símbolo de proteção e afirmava o status de liberdade da criança, além de que, mostrava aos outros que seu pai e/ou ancestral paterno ocupara cargos de magistrado - tal qual cônsul, pretor e edil - ou que tinha recursos para servir na cavalaria.
"A bulla era um símbolo apotropaico, ou seja, um instrumento de proteção contra os ‘maus espíritos."
Esses amuletos eram constituídos de materiais preciosos, como ouro, prata – bronze e couro, para os menos afortunados – usavam-se também encantos e perfumes, que convinham para deixá-los mais forte contra os maus olhados e maldições que pudessem acometer crianças; assim acreditavam que reforçava sua efetividade na proteção dos menores, portanto, espécie de tradição demonstra a crença romana na magia, bem como a prática.
Os romanos acreditavam que as crianças eram mais propensas aos males do mundo, provavelmente por conta do alto índice de mortalidade infantil da época. Grande parte das crianças não chegou à fase adulta, já que eram menos eficazes em combater doenças pois não haviam desenvolvido forte imunidade ainda, esses fatores contribuíram para a visão de que as crianças eram especialmente vulneráveis e precisavam de proteção.
A bulla, hoje em dia, serve como um grande exemplo da preocupação que os romanos tinham com suas crianças.
Aos Etruscos é creditada a tradição de usar a bulla, mais especificamente ao rei etrusco Tarquinius Priscus, que, segundo a lenda, presenteou seu filho mais novo com uma bulla e uma toga praetexta por sua valentia e heroísmo em batalha. Ademais, atribui-se também a Tarquinius Priscus a obrigatoriedade do uso da bulla para os meninos romanos nascidos livres, desde que seus pais ocupassem algum cargo de magistrado ou tivessem servido na cavalaria, então, a partir daquele momento, os jovens nascidos livres deveriam usar a bulla como um símbolo de posição social e proteção. 